# Seiça
Seiça est une freguesia portugaise située dans le District de Santarém.
Avec une superficie de 25,14 km2 et une population de 2 253 habitants (2001), la paroisse possède une densité de 89,6 hab/km2.